# فروع القانون الخاص
قائمة بفروع القانون الخاص والموضوعات القانونية الهامة.

## حسب مجال الدراسة والممارسة
- قانون إداري
- Advertising law
- قانون الأميرالية
- Agency law
- قانون الكحول
- الحلول البديلة لفض المنازعات
- قانون الحفاظ على الحيوان
- قانون المنافسة (or قانون المنافسة)
- Appellate practice
- قانون الفنون والثقافة (or قانون الفنون والثقافة)
- قانون طيران
- تنظيم مصرفي
- إفلاس (إفلاس or إفلاس)
- أخلاقيات علم الأحياء
- قانون الشركات (or قانون الأعمال); قانون الشركات
- قانون الشركات (or قانون الشركات)
- قانون مدني (توضيح)
- Class action litigation/Mass tort litigation
- Common Interest Development law
- Communications law
- قانون إنترنت
- تضارب القوانين (or تضارب القوانين)
- القانون الدستوري
- قانون الإنشاءات
- قانون حماية المستهلك
- عقد
- حقوق التأليف والنشر
- قانون الشركات (or قانون الشركات), also قانون الشركات and قانون الشركات
- قانون جنائي
- قانون التشفير
- Cultural property law
- قانون مألوف
- قانون إنترنت
- تشهير
- Derivatives and futures law
- منع المخدرات
- Ecclesiastical law (or Canon law)
- حقوق المسنين
- Employee benefits law (ERISA)
- قانون العمل
- قانون الطاقة
- Entertainment law
- قانون بيئي
- Equipment finance law
- قانون الأسرة
- FDA law
- التنظيم المالي
- قوانين حمل السلاح
- Franchise law
- Gaming law
- السلامة والصحة المهنية
- قانون الصحة
- HOA law
- قانون الهجرة
- قانون التأمين
- ملكية فكرية
- قانون دولي
- القانون الدولي لحقوق الإنسان
- القانون التجاري الدولي
- قانون إنترنت
- قاصر
- قانون العمل (or قانون العمل)
- Land use & zoning law
- دعوى قضائية
- قانون عرفي
- قانون إعلام
- Medical law
- Mergers & acquisitions law
- قضاء عسكري
- Mining law
- Music law
- Mutual funds law
- قانون الجنسية
- Native American law
- فحش
- Oil & gas law
- إجراء برلماني
- براءة اختراع
- Poverty law
- قانون الخصوصية
- Private equity law
- Private funds law / Hedge funds law
- Procedural law
- Product liability litigation
- قانون الملكية
- قانون الصحة العامة
- قانون دولي
- Railway law
- عقار
- Securities law / Capital markets law
- Social Security disability law
- قانون الفضاء
- قانون رياضي  [لغات أخرى]‏
- قانون تشريعي
- قانون ضريبي
- قانون إنترنت
- Timber law
- الضرر في القانون
- علامة تجارية
- Transport law / Transportation law
- Trusts & estates law
- Utilities Regulation
- Venture capital law
- قانون المياه